# جنگ عثمانی و ونیز (۱۴۹۹ تا ۱۵۰۳)
دومین جنگ عثمانی و ونیز مناقشه‌ای بود میان امپراتوری عثمانی و جمهوری ونیز در رقابت بر سر کنترل نمودن خشکی‌های میان دریای اژه از یک سو و دریای یونان و دریای آدریاتیک از سوی دیگر که از سال ۱۴۹۹ میلادی تا ۱۵۰۳ میلادی به طول انجامید.
در ۱۵۰۳ میلادی، ترک‌ها تحت فرماندهی دریاسالار کمال ریس در این جنگ پیروز شدند و ونیزی‌ها را مجبور به پذیرفتن و به رسمیت شناختن دستاوردهایشان کردند.